# Lady Godiva
Lady Godiva fou una dama anglosaxona de principis del segle xi famosa per la seva bellesa i bondat, casada amb Leofric (968-1057), comte de Chester i de Mercia i senyor de Coventry. El seu nom anglosaxó Godgifu o Godgyfu vol dir gift of God ('regal de Déu'); Godiva és la versió llatina del nom. Aquesta dama, dolguda pels patiments dels seus vassalls, als quals el seu marit escanyava amb tributs abusius, se solidaritzà amb ells. Va construir, juntament amb el seu marit, el monestir de Coventry.

## La llegenda

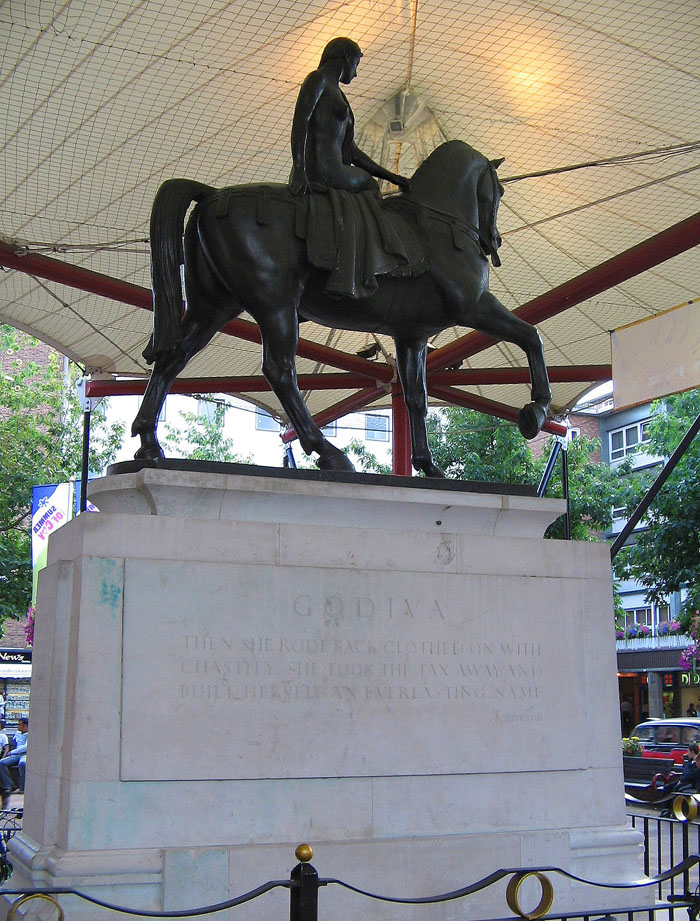
Estàtua de Lady Godiva a Coventry

Quan l'ambició s'apoderà del seu espòs, ella li demanà que rebaixés els impostos. El comte hi accedí, però amb la condició que Lady Godiva recorregués Coventry a cavall sense cap vestimenta. La dama així ho feu, no sens abans acordar amb els veïns que es tancarien en llurs cases per no pertorbar-la. El dia escollit, Lady Godiva es passejà nua pel poble, muntada en el seu cavall, mentre tots els veïns de Coventry romanien en llurs cases tancats i amb les finestres tancades.
La llegenda, que segons els historiadors pot estar basada en una història real -almenys parcialment-, finalitza aclarint que Leofric, commogut pel gest de la seva dona, acomplí la seva promesa i rebaixà els impostos.

## Origen del "voyeur"
Tots els ciutadans s'abstingueren de mirar-la, menys un sastre. És a aquest sastre que la tradició anglesa anomena "Peeping Tom" (és a dir: 'Tom el voyeur '), car no va poder resistir la temptació de veure la seva senyora nua a través d'un forat que va fer a la persiana, acte pel qual quedà cec. A més, l'expressió passà a designar en anglès el que en francès es diu voyeur.

## Curiositats
- Una de les marques belgues de bombons de luxe més populars s'anomena Godiva Chocolatier en homenatge a aquesta figura històrica. Amb els anys, les seves capses daurades de bombons amb el dibuix de la comtessa nua s'han convertit en un souvenir típic de Bèlgica.
- A Mirall trencat, de Mercè Rodoreda, la cupletista del Paral·lel Pilar Segura, amant d'Eladi Farriols, és coneguda amb el sobrenom de Lady Godiva perquè protagonitza un número pornogràfic inspirat en aquest mite.